# RMS Aquitania

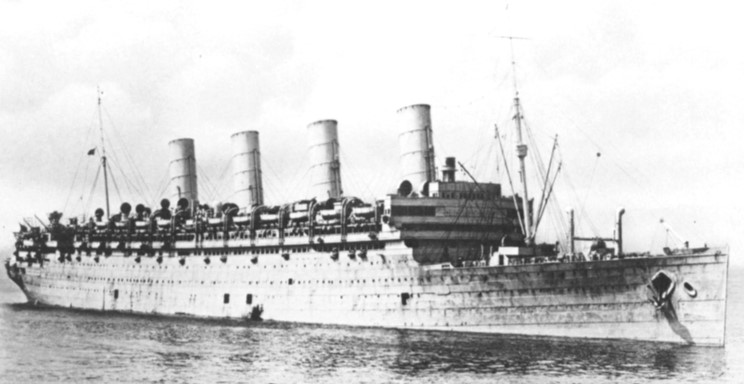
RMS Aquitania

RMS Aquitania a fost un pachebot al companiei Cunard Line, construit de John Brown and Company, lângă Clydebank, Scoția. A fost lansată la 21 aprilie, 1913 iar călătoria inaugurală spre New York a avut loc la 30 mai, 1914. Aquitania a fost a treia din seria de supernave ale companiei Cunard, alături de RMS Lusitania și RMS Mauretania. A fost de asemenea ultima navă cu patru coșuri. Cunoscută ca fiind una dintre cele mai atractive nave ale vremii sale, și-a căpătat numele de "navă-frumusețe".
În cei 36 de ani petrecuți în serviciu, Aquitania a supraviețuit serviciului militar în ambele războaie. Recordul Aquitaniei de cea mai longevivă navă de pasageri a dăinuit până în 2004 când o altă navă Cunard, Queen Elizabeth 2 a devenit cea mai longevivă navă de pasageri (40 de ani).

## Caracteristici
RMS Aquitania avea dimensiuni de 264,76 x 29,56 m și un Deplasament de 45.647 tdw. Numărul de coșuri era egal cu 4, iar numărul de catarge era de două. Viteza pe care o putea atinge RMS Aquitania era de 23 de noduri.
- Constructor: John Brown & Co Ltd, Glasgow
- Data lansării la apă: 21 aprilie 1913
- Pasageri: 597 clasa 1, 614 clasa a 2-a, 2 052 clasa a 3-a

## Originea
Originile navei Aquitania se găsesc în rivalitatea dintre Cunard Line și White Star Line, principalele companii de transport maritim de pasageri ale Marii Britanii. Navele companiei White Star, RMS Olympic și RMS Titanic erau mai mari decât cele ale companiei Cunard Lusitania și Mauretania cu 15.000 de tone. Duetul companiei Cunard erau mai rapide decât cele ale companiei White Star, pe când acestea erau cunoscute ca fiind mai luxoase. Cunard avea nevoie de încă o navă pentru cursele transatlantice săptămânale care să fie mai mare, mai luxoasă dar mai lentă decât Lusitania și Mauretania.

## Construcția și lansarea
Aquitania a fost construită de John Brown and Company, lângă Clydebank, Scoția, unde erau construite majoritatea navelor Cunard. După dezastrul navei Titanic, a fost una din primele nave care să aibă bărci de salvare suficiente pentru toți pasagerii și echipaj. A fost lansată la 21 aprilie, 1913 după ce a fost inaugurată de Alice Stanley, ducesa de Derby, iar echiparea ei a avut loc în următoarele treisprezece luni. În mai 1914 a realizat testele pe mare iar viteza sa a fost peste măsura așteptărilor.

## Interior și design

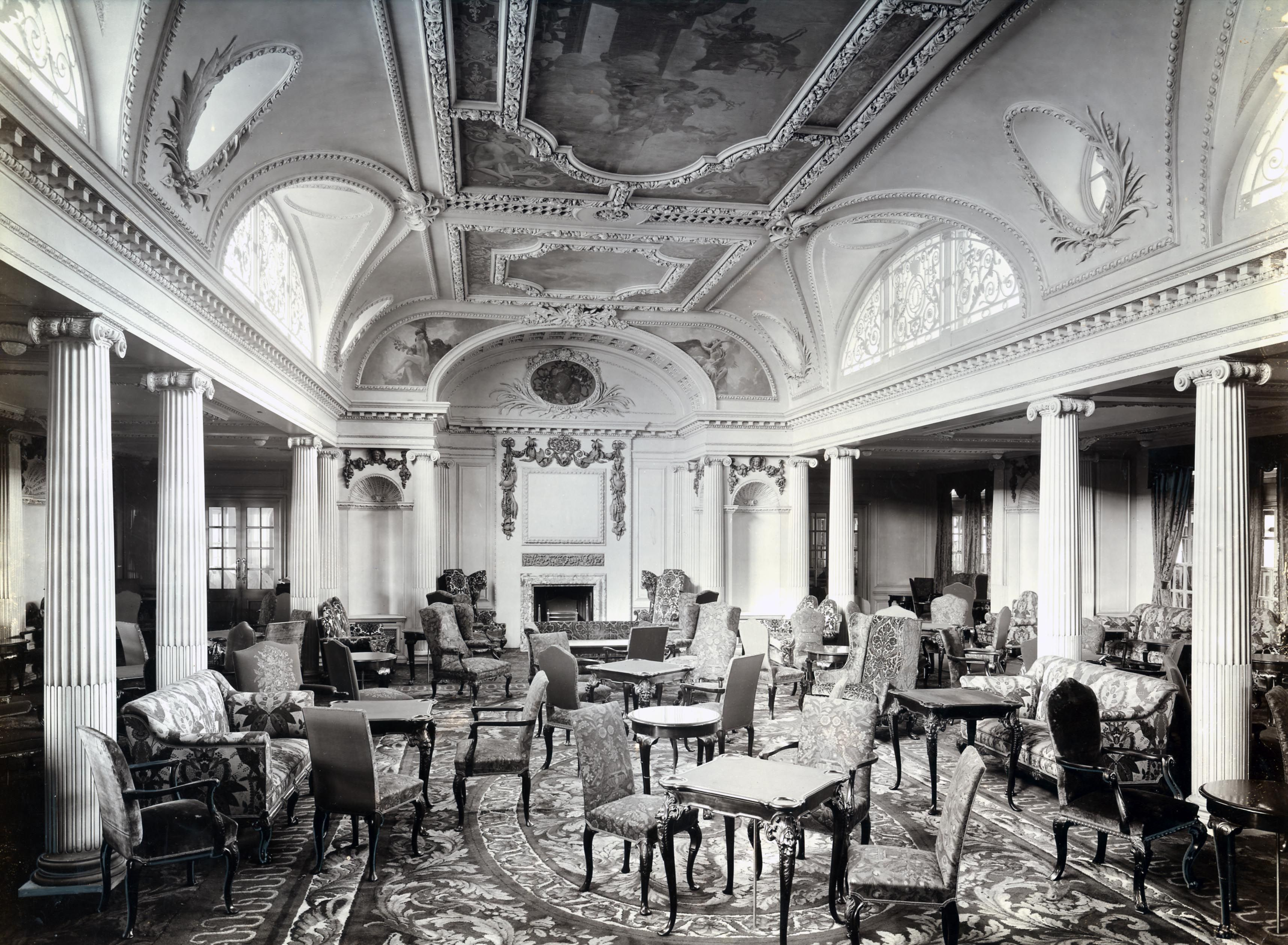

Cu toate că unii spuneau că exteriorul navei arăta "ca o cutie", alții spuneau că este o bijuterie. Totuși, Aquitania era cunoscută pentru interiorul ei luxos și pentru spațiile publice, de multe ori fiind numită "palat plutitor". Sala meselor se înălța pe două punți și era extrem de luxoasă, fiind construită în stilul regelui Ludovic al XVI-lea. Camerele publice de la clasa I erau ornamentate cu lucrări de artă de o rară frumusețe iar decoratiunile ei i-au creat o reputație foarte mare în rândul călătorilor.

## Cariera
Pe 30 mai, 1914, Aquitania a plecat în călătoria sa inaugurală spre New York sub comanda căpitanului William Turner (căpitan pe Lusitania în timpul scufundării acesteia un an mai târziu). Totuși, acest eveniment a fost umbrit de scufundarea navei RMS Empress of Ireland ziua precedentă lângă Quebec, unde peste o mie de persoane și-au pierdut viața. O lună mai târziu, arhiducele Franz Ferdinand a fost asasinat iar lumea a intrat în Primul Război Mondial, întrerupând cariera civilă a Aquitaniei. Dupa numai trei curse a fost chemată pentru serviciul militar. La început a fost convertită în navă comercială înarmată. Totuși, Amiralitatea și-a dat seama că navele mari erau prea fragile și consumau mult combustibil, așa că Aquitania nu a stat foarte mult în această postură. După ce a fost în așteptare o vreme, în primăvara anului 1915 a fost transformată în navă de transportat trupe și a realizat călătorii spre Dardanele. A fost apoi convertită în navă-spital și a realizat noi curse în timpul campaniei din Dardanele. În 1916 s-a întors în serviciul de transportat trupe iar în 1917 a fost pusă din nou în așteptare. În 1918 s-a întors ca navă de transportat trupe, aducând militari din America spre Marea Britanie.
În decembrie 1919, Aquitania a fost ancorată în Newcastle pentru a fi reechipată pentru serviciul civil. Cazanele ei pe cărbune au fost schimbate în cazane pe ulei, ceea ce necesita un număr mai mic de oameni pentru operarea sălii motoarelor.
În timpul anilor 1920 Aquitania a devenit una dintre cele mai populare nave de pasageri de pe ruta nord-atlantică. Pe măsura ce vremurile erau tot mai bune, Aquitania a ajuns să fie una dintre cele mai profitabile nave de pasageri din istorie. Restricția americană a imigrației la începutul anilor 1920 a pus capăt emigrației masive din Europa, însă călătoria pe ocean era singura modalitate de legătura între cele două continente. O parte din numeroșii bani veneau din partea vedetelor de cinema, persoanelor regale, aristocraților și politicenilor. Aquitania a devenit preferata lor, iar anii 1920 au devenit unii dintre cei mai profitabili din istoria călătoriilor pe ocean.
Totuși, după începutul Marii Crize Economice în 1929, multe nave au avut de suferit consecințe devastatoare. Aquitania a ajuns într-o ipostază dură. Doar puțini își permiteau să cumpere biletele scumpe. Astfel, Cunard a folosit nava pentru croaziere ieftine. Acest lucru a avut succes, în special în rândul americanilor, care plecau în călătorii unde puteau bea băuturi alcoolice, sătui de prohibiția din țara lor.

## Al Doilea Război Mondial

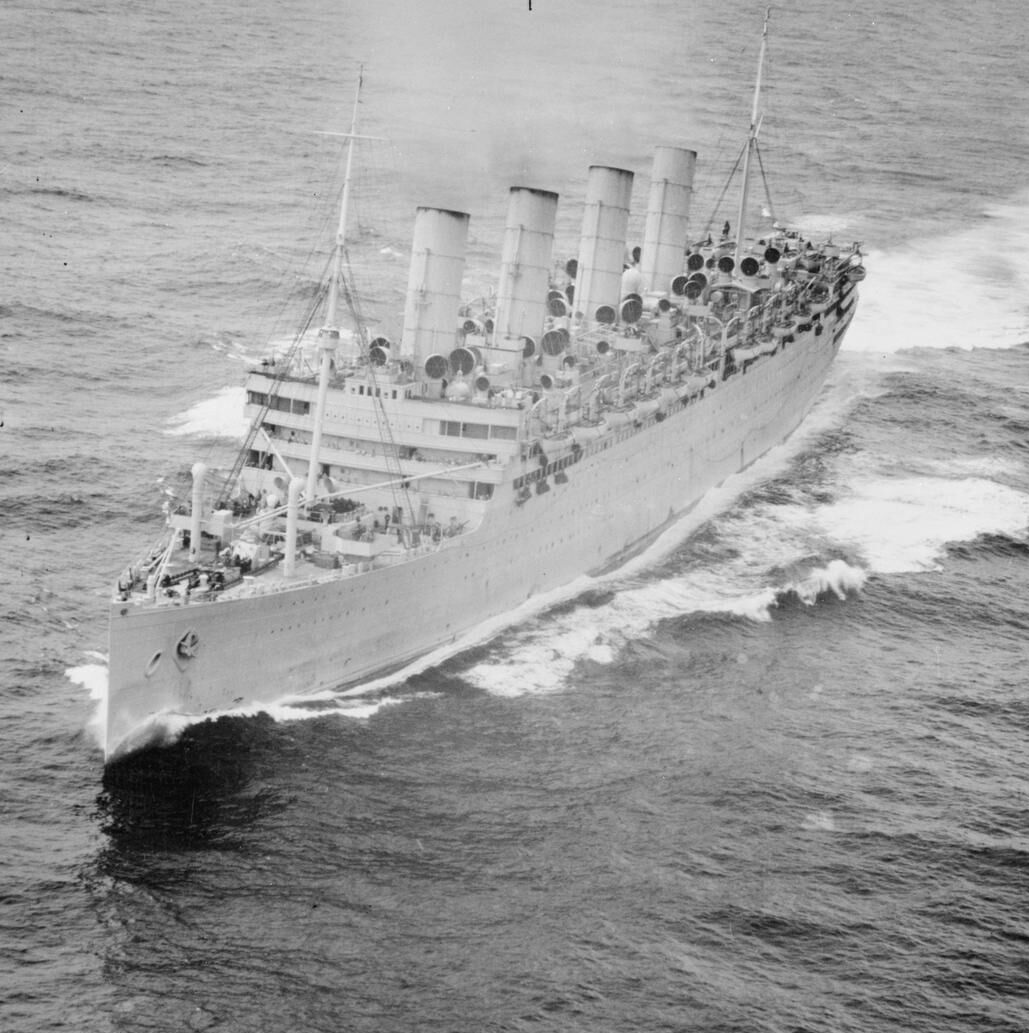

Pe măsura trecerii anilor, Aquitania a început să se uzeze și a fost programată să fie înlocuită cu RMS Queen Elizabeth în 1940. Acest plan a fost zdruncinat o dat cu izbucnirea celui de-Al Doilea Război Mondial. În 1940, Aquitania se afla în New York, așteptand ordine. O vreme, a fost ancorată alături de RMS Queen Mary, RMS Queen Elizabeth și Normandie, fiind o imagine impresionantă pentru pasionații de nave. La puțin timp după aceea, Aquitania a plecat spre Sydney, Australia pentru a fi convertită în navă de transportat trupe. În cei opt ani petrecuți in serviciul militar, Aquitania a străbătut peste 500.000 de mile, a transportat aproape 400.000 de soldați și a fost în diferite locuri, cum ar fi Noua Zeelandă, Australia, Pacificul de Sud, Grecia și Oceanul Indian.

## Sfârșitul
După încheierea serviciului militar, a fost returnată companiei Cunard în 1948. În decembrie 1949, a fost scoasă din serviciu deoarece certificatul din partea Consiliului Comerțului nu a fost înnoit pentru că nava a ajuns într-o fază în care era prea veche pentru a fi economică și pentru a fi adusă la standardele de siguranță ale vremii. A fost retrasă și dezmembrată în 1950 în Scoția, încheind astfel o carieră ilustră ce a inclus străbaterea a 3 milioane de mile în 450 de călătorii. Aquitania a transportat 1,2 milioane de pasageri într-o carieră de aproape 36 de ani, devenind cea mai longevivă navă de pasageri a secolului XX. A fost singura navă de pasageri importantă care să servească în ambele războaie mondiale și a fost dezmembrată ca ultima navă cu patru coșuri.